# Bonnie Dunbar
Bonnie Jeanne Dunbar (Sunnyside, 3 marzo 1949) è un'ex astronauta e ricercatrice statunitense. Ha partecipato a cinque missioni spaziali (STS-61-A, STS-32, STS-50, STS-71 e STS-89) come specialista di missione.